# Dataperformers
 (février 2021).
Dataperformers est une compagnie montréalaise d’intelligence artificielle appliquée créant des technologies destinées aux domaines de la finance et de l'ingénierie.

## Histoire
Fondée en 2013 par Mehdi Merai, gagnant du Canadian Fintech & AI Awards 2017 et Amine Ben Ayed, l'entreprise offre des services-conseils en intelligence artificielle et développe aussi ses propres produits.
En 2018, Dataperformers participe à la mission économique en Chine de l'ex premier ministre du Québec, Philippe Couillard, et conclut une entente avec les firmes chinoises Shenzhen Qianhai Mango Fund Management, œuvrant dans le domaine financier ainsi qu'avec Fujian Yuan Xuan Biological Technology Co. Ltd, issue des biotechnologies.
Plus tard la même année, lors d'une mission économique en France, Dataperformers signe un partenariat avec Keyrus Technology Co., une société de conseil technologique.